# João Nepomuceno
João Nepomuceno (em tcheco: Jan Nepomucký; em alemão: Johann von Nepomuk; Nepomuk, c. 1345 – Praga, 20 de março de 1393) é um dos santos nacionais da Boêmia.
Segundo uma das versões sobre seu martírio, ele foi pregador na corte do rei Venceslau IV da Boêmia em Praga e confessor da rainha sua mulher, mas, ao negar a divulgar os segredos das confissões dela foi morto, depois de ter sido torturado e lançado ao rio Vltava. Tornou-se assim o primeiro mártir do segredo da confissão e o patrono contra calúnias, devido à forma como morreu.

## Biografia
Nasceu na cidade de Nepomuk, em um dos vales da Boêmia, no que é hoje a Chéquia, por volta de 1345.
Ordenado sacerdote e nomeado pároco, ele prosseguiu os estudos de direito canônico na Universidade de Praga e se doutorou em direito canônico em 1387 na Universidade de Pádua. Voltando a Praga, foi nomeado cônego da Catedral de São Vito e vigário-geral da arquidiocese, tornando-se, desta forma, um importante homem público.
Seus sermões causaram intensa mudança positiva nos costumes da população, o que levou a rainha a torná-lo seu confessor e director espiritual.

## Martírio
O rei Venceslau IV começou a alimentar uma teimosa e infundada desconfiança em relação à fidelidade da esposa. Não encontrava nada que comprovasse as suas dúvidas, mas insistia na desconfiança a ponto de convocar o confessor e exigir que ele contasse, em detalhes, o que a rainha lhe confidenciava no confessionário. Espantado tanto com a doentia desconfiança do rei quanto com a ordem inaceitável de violar o segredo da confissão, o padre João se recusou com firmeza a obedecer a tal capricho.
Completamente destemperado, o rei mandou torturar brutalmente o fiel sacerdote, que, suportando sofrimentos pavorosos, se manteve irredutível. Sua postura só aumentou a fúria do soberano.
Vendo que não conseguiria forçar o padre a trair o seu compromisso sagrado, o rei mandou amarrará-lo e atirá-lo da Ponte Carlos, até hoje a mais importante e famosa de Praga. O mártir do sigilo sacramental entregou a alma a Deus e, jogado covardemente às águas do rio Vltava, morreu afogado na noite de 20 de março de 1393.

### A versão do rei
O brutal assassinato de um homem tão conhecido e estimado chocou a cidade. O rei, é claro, não queria revelar o motivo da morte criminosa do padre João e divulgou sua própria versão para justificar a sentença: desobediência. Segundo essa alegação, o vigário-geral tinha se oposto à intenção do rei de suprimir a prestigiosa abadia de Klandrau e transformá-la numa nova sede episcopal (que seria entregue a um membro de sua corte).
Algumas crônicas oficiais do reino até reproduziram essa versão, mas muitas outras referiram o real motivo.

## O milagre da língua viva
Beatificado pelo papa Inocêncio XIII em 1721, João Nepomuceno teve o processo de canonização iniciado em julho de 1722 sob o grande apelo dos fiéis. Em 27 de janeiro de 1725, um professor de medicina e dois cirurgiões exumaram os restos mortais do mártir na presença de uma comissão de autoridades eclesiásticas, em cuja presença ocorreu um fato extraordinário. O corpo estava desfeito pelo tempo, mas a língua, apesar de ressequida, estava inexplicavelmente conservada. Não só isso: diante de todos, ela começou a recuperar a cor rósea, como a língua de alguém vivo. Foi o quarto milagre registrado no processo de canonização.